# Radio Canal 95
Radio Canal 95 es una radioemisora chilena juvenil perteneciente a CNC Medios. con sede en Antofagasta, sus estudios se encuentran en calle Copiapó 886, al igual que sus emisoras hermanas FM Plus y FM Quiero.

## Historia
Sus transmisiones comenzaron 9 de enero de 1995 en el dial 95.1 MHz en Antofagasta con el éxito "La pachanga" de Vilma Palma e Vampiros, y a partir de ese momento se posicionó rápidamente como la emisora juvenil líder de la ciudad, imponiéndose en audiencia a Radio Sol, que había acaparado la sintonía del público adolescente durante la década de los 80 y la primera mitad de los 90. En septiembre de 1996, llega a Calama en el 96.1 MHz, vía fibra óptica. A fines de los 90 alcanzó a tener una pequeña red satelital desde la XV Región de Arica y Parinacota hasta la IX Región de la Araucanía.
El 25 de marzo de 2018 extiende su señal a Santiago a través del canal 14.4 de la televisión digital terrestre, pero en agosto de ese mismo año, sale del aire siendo reemplazado por UES TV (canal 14.5 de la TDT)
Su voz institucional y de continuidad es la de Fernando Velásquez (Ex-"Pompis Pompis").

## Publicidad local en la señal de Tocopilla
La señal 89.9 de Tocopilla es la única repetidora en donde se transmite publicidad local, interrumpiendo la publicidad de la señal proveniente de Antofagasta. Eso se da porque la marca "Canal 95" en Tocopilla es una franquicia perteneciente al Consorcio GAMO Ltda, que maneja 4 radios en dicha ciudad: Definitiva, Actual, Carnaval y la mencionada Canal 95. En las repetidoras de Calama y Mejillones, pertenecientes a CNC Medios, la desconexión local a la hora de las tandas comeciales es manejada desde los estudios centrales ubicados en Antofagasta.

## Frecuencias anteriores
- 101.9 MHz (Arica); hoy Radio Nuevo Tiempo, sin relación con CNC Medios.
- 96.1 MHz (Calama); hoy Radio Integral, sin relación con CNC Medios.
- 95.1 MHz (Antofagasta); hoy FM Quiero.
- 95.5 MHz (Mejillones); hoy FM Plus.
- 93.5 MHz (Minera Escondida); y 106.5 MHz.
- 97.7 MHz (Quillota); hoy FM Okey, sin relación con CNC Medios.
- 101.3 MHz (San Felipe/Los Andes); hoy FM Okey, sin relación con CNC Medios.
- 96.7 MHz (Rancagua); hoy Radio La Poderosa, sin relación con CNC Medios.
- 91.3 MHz (Rengo); hoy Radio Caramelo (frecuencia trasladada a Rancagua) , sin relación con CNC Medios.
- 102.3 MHz (Rapel); hoy Radio Ilusion de Pichidegua, sin relación con CNC Medios.
- 99.3 MHz (Pichilemu).
- 103.9 MHz (Angol); hoy Radio Los Confines, sin relación con CNC Medios.